# Secret (film 2007)
Secret (cinese tradizionale: 不能說的秘密; cinese semplificato: 不能说的秘密; pinyin: Bùnéng shuō de mìmì; lett. Il segreto che non può essere rivelato) è un film sentimentale taiwanese del 2007. È il debutto da regista del musicista di Taiwan Jay Chou, che interpreta anche il ruolo del protagonista maschile ed è coautore del film.
La colonna sonora originale del film è stata pubblicata da JVR Music il 13 agosto 2007.
Nel 2007 ha ricevuto sei nomine al quarantaquattresimo Golden Horse Awards ed ha vinto i seguenti premi: Film Taiwanese emergente dell'anno, Migliore canzone originale per "不能說的祕密" (Secret) di Chou e Migliori effetti visivi. È anche stato nominato Migliore film asiatico al ventisettesimo Hong Kong Film Awards nel 2008.

## Produzione
Il film parla di una storia d'amore "semplice ma molto bella", che Chou inizialmente negò di aver adattato dalla propria esperienza personale. Tuttavia, dopo il debutto del film, Chou ammise che aveva attinto da alcune esperienze di gioventù per la trama, nonostante la sua storia personale non sia mai stata così romantica.
Le riprese per il film sono iniziate nel gennaio 2007 e sono finite a marzo. Nonostante la sua precedente esperienza nel filmare video musicali, Chou ha ammesso che i film sono molto più impegnativi a causa della complessità della trama e dei vincoli di tempo.
Poiché Chou era preoccupato che la gente si sarebbe potuta domandare se fosse effettivamente lui a dirigere il film, rifiutò che l'esperto regista Andrew Lau Wai Keung lo visitasse durante le riprese. Comunque, ha dichiarato di aver spedito un film pilota a Lau successivamente.
Chou ha annunciato la possibilità di dirigere un sequel del film e l'idea di invitare Andy Lau a recitare.

## Cast
| Attore                 | Personaggio                              | Descrizione |
| ---------------------- | ---------------------------------------- | --- |
| Jay Chou               | Ye Xianglun (葉湘倫) a.k.a. Jay          | Uno studente di musica che si sta diplomando in pianoforte e che vive con suo padre.                                                        |
| Kwai Lun-mei           | Lu Xiaoyu (路小雨) a.k.a. Rain (Pioggia) | Una studentessa di musica che vive con sua madre.                                                                                           |
| Anthony Wong Chau-sang | Padre di Jay (湘倫爸爸)                  | Il padre di Jay, nonché insegnante di condotta alla sua scuola.                                                                             |
| Alice Tzeng            | Qing Yi (晴依) a.k.a. Sky (Cielo)        | Una compagna di classe di Jay, innamorata di lui.                                                                                           |
| Devon Song             | Aba (阿宝/阿寶) a.k.a. Bob               | Amico di Jay e membro della squadra di rugby, gira sempre insieme a Lance.                                                                  |
| Huang Junlang (黄俊郎) | Alang (阿郎) a.k.a. Lance                | Amico di Jay e capitano della squadra di rugby, gira sempre insieme a Bob.                                                                  |
| Yuhao Zhan             | Yu Hao (雨豪)                            | Uno studente di musica e talentuoso pianista, soprannominato "Il principe del pianoforte", viene sfidato in un duello di pianoforte da Jay. |

## Trama
Jay, uno studente di musica diplomando in pianoforte, si trasferisce alla Scuola Secondaria di Tamkang. Si tratta di una famosa scuola d'arti, dove si studia non solo la musica, ma anche ogni altro genere di arte. Suo padre, inoltre, insegna Condotta nella scuola da molti anni. Il primo giorno di scuola, mentre vaga attraverso l'ala pianistica (una sezione della scuola in cui ci sono le aule per gli studenti di pianoforte) sente una melodia misteriosa che lo porta a Pioggia, un'altra studentessa prossima al diploma in pianoforte. Quando lui le chiede come si chiamasse il pezzo che stava suonando, lei gli risponde che si tratta di "un segreto che non può essere rivelato". Nei giorni seguenti i due sviluppano un rapporto avvolto nel mistero: lui la accompagna tutti i giorni a casa in bicicletta e sfida perfino Yu Hao, detto "Il principe del pianoforte" per ottenere una rara partitura del pezzo Il cigno (Le Cygne, da Il carnevale degli animali di Camille Saint-Saëns) e regalarla a lei. Scopre anche che Pioggia è affetta da asma. Poi un giorno, quando Jay dice a Pioggia che l'ala pianistica il giorno della cerimonia del diploma sarebbe stata demolita, lei gli insegna finalmente la musica misteriosa.
Tuttavia, quando un equivoco porta Jay a baciare accidentalmente un'altra studentessa, Cielo, Pioggia sparisce per cinque mesi, per poi tornare il giorno del diploma e misteriosamente scomparire di nuovo. Quella sera Jay va a casa di Pioggia in cerca della ragazza e scopre dalla madre di lei e dal proprio padre che Pioggia era in realtà una studentessa della classe del 1979, ossia 20 anni prima. Il padre gli rivela che Pioggia un giorno gli raccontò di aver viaggiato avanti nel tempo di 20 anni suonando un brano per pianoforte chiamato "Secret" sul più antico pianoforte dell'ala pianistica. Aveva trovato la partitura casualmente, nascosta sotto al pianoforte, incastrata. Nei suoi viaggi aveva incontrato Jay e se n'era innamorata, così ogni giorno viaggiava nel tempo per stare con lui e la sera tornava indietro alla propria epoca. L'unico ostacolo si trovava nel fatto che in ogni viaggio nel futuro, la prima persona su cui si posavano i suoi occhi era l'unica in grado di vederla; per tutti gli altri era invisibile.
Il racconto prosegue: quando Pioggia aveva visto Cielo baciare Jay era tornata in lacrime nel suo tempo, pensando che il ragazzo non corrispondesse i suoi sentimenti. Nei cinque mesi successivi non aveva più viaggiato nel futuro, e in questo periodo la sua storia si era diffusa nella sua epoca, portando tutti (compresi sua madre e il padre di Jay) a credere che fosse malata di mente. Ricordando che l'ala pianistica sarebbe stata distrutta il giorno della cerimonia del diploma del 1999, aveva cercato nel corrispondente giorno del 1979 di viaggiare nel tempo per vedere Jay un'ultima volta; ma quando si erano reincontrati, aveva notato che lui indossava il braccialetto di Cielo, che in realtà la ragazza gli aveva dato da tenere solo durante il concerto come portafortuna. Credendo che Jay ora si fosse definitivamente fidanzato con Cielo, Pioggia era di nuovo fuggita indietro nel tempo. A causa di un attacco d'asma, mentre scriveva sul suo banco cercando di lasciare un messaggio al ragazzo che amava, Pioggia era morta. Jay vede la scritta sul banco nel presente e tenta disperatamente di risponderle; quando non ottiene reazione si precipita a casa di Pioggia solo per trovare la sua stanza vuota. La madre di Pioggia riconosce finalmente Jay come il "ragazzo del futuro" che sua figlia aveva ritratto vent'anni prima e si convince che la figlia le aveva detto il vero.
Dopo aver finalmente scoperto la vera storia di Pioggia, Jay si rende conto che il pezzo misterioso che lei gli ha insegnato è proprio "Secret", dal potere di far viaggiare avanti nel tempo il pianista se suonato con un tempo lento, indietro se suonato veloce. Inoltre, perché tale effetto magico si manifesti, il brano dev'essere eseguito esclusivamente sull'antico pianoforte dell'ala pianistica. Alla luce di tale comprensione, è proprio lì che il ragazzo si precipita, nonostante i lavori di demolizione in corso. Nel frattempo suo padre, recuperando il manoscritto del brano musicale che Pioggia gli aveva affidato in custodia, nota che la giovane aveva scritto nella prima pagina della partitura un messaggio segreto nel quale dichiarava il suo amore per qualcuno. Sbigottito, l'uomo capisce che la storia di Pioggia era reale, e si rende conto che il misterioso amato della ragazza altri non è che suo figlio Jay. Quest'ultimo, intanto, riesce a introdursi nell'aula dell'antico pianoforte e, sotto i colpi della palla da demolizione, inizia a suonare "Secret" a memoria. Un attimo prima che la stanza venga completamente distrutta, Jay riesce a suonare l'ultima nota e viaggia indietro al 1979, dove vede finalmente Pioggia, anche se lei sembra non riconoscerlo. L'ultima scena è una fotografia del diploma della classe 1979 in cui sono presenti sia Jay che Pioggia. Mentre il pianoforte antico e l'ala pianistica sono stati distrutti nel presente, Jay rimane per sempre nel passato con Pioggia.

## Riferimenti alla propria storia personale
Jay Chou ha aggiunto degli elementi al film che fanno pensare a un omaggio alla sua scuola superiore ed al suo compositore preferito, Fryderyk Chopin.
1. 淡江中學 (Scuola superiore di Tamkang): nel 2007, Chou aveva terminato il suo percorso scolastico da 10 anni.[7] Nel film ha incorporato elementi che riflettono la sua reale esperienza, come il suo ruolo di pianista per il coro scolastico.[8] Infatti nel film è il pianista dell'orchestra della scuola, con la quale suona alla cerimonia del diploma.
2. Chopin:
  1. Verso l'inizio del film, si assiste ad una lezione su Chopin. Viene descritto come genio della musica e della composizione.
  2. Ci sono due ritratti nella sala dell'antico pianoforte che dovrebbero raffigurare Chopin e la sua amante (George Sand). Pioggia e Jay parlano proprio dell'amore fra il musicista e la scrittrice: Jay evidenzia che i due comunque alla fine si lasciarono; Pioggia però sembra invidiosa che la coppia sia riuscita a stare insieme per ben 10 anni, che per due innamorati dovrebbe essere un tempo sufficiente.[9]
  3. Qing Yi (Cielo) in una scena ha in mano un manoscritto di Chopin e lo chiude nel suo armadietto.
  4. Un Valzer di Chopin (Op. 64 n. 2) e lo studio "Tasti neri" (Op. 10 No. 5) vengono suonati nella scena del duello di pianoforte tra Jay e Yu Hao. Lo studio "Tasti neri" eseguito nel film include sia la sequenza introduttiva originale (suonata, appunto, solo su tasti neri), che un'improvvisazione nella quale il tema viene suonato un semitono più in alto, così da essere eseguito quasi interamente sui tasti bianchi (la tonalità passa dall'originale Sol bemolle maggiore a Sol maggiore).
  5. Un altro Valzer di Chopin, il Valzer dell'addio, suona brevemente come sottofondo all'inizio del film.

## Critica
(Combustible Celluloid)
Secondo Cinema Online, Chou fa un lavoro migliore dietro le scene che davanti alla telecamera. Il ritmo della storia è soddisfacente, la sceneggiatura è bella e Chou è in grado di trasmettere la magia della musica: "Si esce dal cinema con l'immagine delle dita di Chou che danzano sui tasti del pianoforte, creando quella musica straordinaria: sono le immagini di Chou che suona il piano con una mano sola, suona due pianoforti allo stesso tempo o suona il piano girato di schiena, in una beatitudine simile a quella di un sogno. È per questo che vale la pena di guardare questo film. Come ho detto, è la sua salvezza. La musica, così sembra, può davvero essere magica."
LoveHKFilm.com è d'accordo che Chou non è il meglio come protagonista maschile per un ruolo romantico, in quanto non capace di trasmettere la gamma di emozioni necessaria per commuovere gli spettatori. Invece la protagonista femminile, Kwai Lun-mei, è stata lodata per la sua eccellente recitazione. Il critico ritiene il film come una piacevole, romantica, discreta storia che Jay Chou dirige abilmente. La sceneggiatura e la direzione artistica sono state elogiate per la loro bellezza, così come la colonna sonora del film. Inoltre il critico reputa anche che il più grande svantaggio per il film sia la storia illogica, dicendo che la trama spesso non segue le proprie regole, creando lacune logiche. Gli attori non protagonisti sono stati considerati noiosi, con l'eccezione di Anthony Wong, gratificato per la sua differente recitazione. Secondo il critico, c'è una certa "chimica" tra Chou e Kwai, ma i loro dialoghi mancano di profondità e di emozioni, in gran parte a causa dell'inesperienza di Chou come attore. Egli ritiene Chou come una apprezzabile, affascinante presenza, ma completamente privo di ogni passione, essendo troppo distaccato nelle proprie emozioni.
Asianmovieweb con sua sorpresa vede Chou come buon regista ma non come buon attore. La colonna sonora è lodata per la sua bellezza così come la sceneggiatura e l'attenzione di Chou anche per i più piccoli dettagli. Il critico menziona anche le lacune logice nella storia, reputandole molto fastidiose.
Variety considera il film sorprendentemente buono, con recitazione decente (tranne che quella di Chou) ed anch'essa elogia la musica. Il critico vede influenze sudcoreane in Secret, e paragona lo stile del film a quello delle prime pellicole di Hollywood dal 1940 e quelle Taiwanesi dal 1970.
movieXclusive.com afferma che è raro vedere un film diretto così bene da un musicista trasformato in regista, ma che Chou è stato in grado di "tirarlo fuori". Le scelte del cast sono state apprezzate, con riguardo speciale ad Anthony Wong e Kwai Lun-mei, quest'ultima piaciuta per l'abilità di creare un'aria misteriosa attorno a sé. La miglior parte del film secondo il critico è il "furioso duello di pianoforte", paragonato alle scene d'azione di Jet Li e Tony Jaa. Il critico non è stato soddisfatto del montaggio e del ritmo del film, ma comunque lo ritiene un pezzo d'arte di successo.
Combustible Celluloid considera Secret uno dei più "incantevoli, accattivanti film" del San Francisco International Film Festival del 2008.

## Premi e nomination
Secret ha vinto tre awards su sette nomination al quarantaquattresimo Golden Horse Awards nel 2007 e al ventisettesimo Hong Kong Film Awards nel 2008.
| Anno | Award                      | Categoria                                | Nomination                                                                                | Risultato       | Note   |
| ---- | -------------------------- | ---------------------------------------- | ----------------------------------------------------------------------------------------- | --------------- | ------ |
| 2007 | 44th Golden Horse Awards   | Migliore attrice non protagonista        | Alice Tzeng                                                                               | Candidato/a     | [ 16 ] |
| 2007 | 44th Golden Horse Awards   | Migliori effetti visivi                  | Victor Wong, Eddy Wong, Yiu Ming Cheung, Donnie Lai                                       | Vincitore/trice | [ 16 ] |
| 2007 | 44th Golden Horse Awards   | Migliore colonna sonora originale        | Terdsak Janpan e Jay Chou                                                                 | Candidato/a     | [ 16 ] |
| 2007 | 44th Golden Horse Awards   | Migliore canzone originale               | "不能說的‧祕密" (Secret) di Jay Chou pubblicata nell'album colonna sonora del film Secret | Vincitore/trice | [ 16 ] |
| 2007 | 44th Golden Horse Awards   | Film Taiwanese emergente dell'anno       | Secret                                                                                    | Vincitore/trice | [ 16 ] |
| 2007 | 44th Golden Horse Awards   | Produttore Taiwanese emergente dell'anno | Jay Chou                                                                                  | Candidato/a     | [ 16 ] |
| 2008 | 27th Hong Kong Film Awards | Migliore film asiatico                   | Secret                                                                                    | Candidato/a     | [ 17 ] |